# Servant leadership
A Servant leadership é uma filosofia de liderança. Em geral, a liderança tradicional implica o exercício do poder por quem está no "topo da pirâmide". Comparativamente, o líder ao serviço partilha o poder, coloca as necessidades dos outros em primeiro lugar e ajuda as pessoas a desenvolverem e desempenharem as suas funções tão bem quanto possível. A liderança ao serviço inverte a pirâmide do poder; em vez das pessoas trabalharem para servir o líder, o líder existe para servir os outros. Quando os líderes mudam para este paradigma de servir primeiro, os líderes alcançam um propósito e uma criatividade em quem os rodeia, obtendo como resultado final pessoas com melhor desempenho, mais motivadas e mais satisfeitas.

## História
A liderança ao serviço é uma filosofia antiga. Há passagens relacionadas com a liderança ao serviço no Tao Te Ching, atribuído a Lao-Tzu, que se acredita ter vivido na China aproximadamente entre 570 A.C. e 490 A.C.:
The highest type of ruler is one of whose existence the people are barely aware.
Next comes one whom they love and praise.
Next comes one whom they fear.
Next comes one whom they despise and defy.

O melhor tipo de governante é aquele cuja existência passa quase despercebida.
Depois é aquele que é amado e elogiado.
Depois é aquele que é temido.
Depois é aquele que é desprezado e desafiado.

Cautília escreveu no seu livro Artaxastra:, no Séc IV A.C.
the king [leader] shall consider as good, not what pleases himself but what pleases his subjects [followers] (Ch. 19: The Duties Of a King)
the king [leader] is a paid servant and enjoys the resources of the state together with the people.

o rei [líder] deve considerar como bom, não o que o satisfaz a ele próprio mas sim o que satisfaz os seus súbditos [seguidores] (Ch. 19: The Duties Of a King)
o rei [íder] é um servidor pago e goza dos recursos do estado em conjunto com o seu povo.
Podem ser encontradas referências à liderança ao serviço em muitos textos religiosos, apesar de que esta filosofia transcende ela própria qualquer tradição religiosa em particular. Na tradição Cristã, esta passagem do Evangelho segundo Marcos é muitas vezes citada em discussões sobre a liderança ao serviço:
42 Mas Jesus, chamando-os a si, disse-lhes: Sabeis que os que julgam ser príncipes dos gentios, deles se assenhoreiam, e os seus grandes usam de autoridade sobre eles;43 Mas entre vós não será assim; antes, qualquer que entre vós quiser ser grande, será vosso serviçal;44 E qualquer que dentre vós quiser ser o primeiro, será servo de todos.45 Porque o Filho do homem também não veio para ser servido, mas para servir e dar a sua vida em resgate de muitos. (Marcos 10:42-45.)https://www.bibliaonline.com.br/acf/mc/10/42-45

## Robert K. Greenleaf e o movimento moderno
Enquanto o conceito de liderança ao serviço é um conceito intemporal, a expressão “líder ao serviço” (também traduzido como líder servidor, ou líder serviçal) foi cunhada por Robert K. Greenleaf em "The Servant as Leader", um ensaio que ele publicou pela primeira vez em 1970. Nesse ensaio, Greenleaf escreveu:

“O líder ao serviço é em primeiro lugar um servidor… Isto começa com o sentimento natural de querer servir, de servir em primeiro lugar. Só depois as escolhas conscientes levam alguém a aspirar a liderar. Um líder nestas condições é manifestamente diferente de quem quer liderar em primeiro lugar, talvez por causa da necessidade de satisfazer o desejo de poder ou de adquirir posses materiais… O líder-primeiro e o servidor-primeiro são dois tipos extremos. Entre eles há tons e combinações que fazem parte da variedade infinita da natureza humana.”
“Esta diferença manifesta-se no cuidado que o servidor-primeiro tem ao assegurar-se que as necessidades de maior prioridade dos outros estão a ser servidas. O melhor teste, e de difícil execução, é perguntar-se: Aqueles que estão a ser servidos estão a crescer como pessoas? Eles estão a ficar mais saudáveis, sábios, livres, mais autónomos, mais  perto de se tornarem eles próprios servidores? E qual o impacto nos menos privilegiados na sociedade? Eles vão ter algum benefício ou pelo menos não ser ainda mais prejudicados?“

O Robert Greenleaf reconheceu que as organizações, tal como os indivíduos, podiam ser líderes ao serviço. De facto, ele tinha grande fé que as organizações líderes ao serviço poderiam mudar o mundo. No seu segundo ensaio mais importante, "The Institution as Servant" (1972), Greenleaf escreveu o que é muitas vezes chamado de “credo.” Ele escreveu:

“Esta é a minha tese: cuidar das pessoas, os mais capazes e os menos capazes a servirem-se uns aos outros, é a base sólida sobre a qual se constrói uma boa sociedade. Enquanto que, até recentemente, cuidar era feito principalmente por pessoas para pessoas, agora a maioria destes cuidados é feito através de instituições - muitas vezes grandes, complexas, poderosas, impessoais; nem sempre competentes; por vezes corruptas. Quando se quer construir uma sociedade melhor, uma que seja mais justa e carinhosa, uma que proporcione mais oportunidades criativas para as pessoas, então o melhor percurso passa por aumentar quer a capacidade de servir quer o próprio desempenho das principais instituições existentes enquanto servidoras através de novas forças regenerativas a operar dentro delas.” 